# Vòng loại Giải vô địch bóng đá thế giới 2022 – Khu vực châu Âu (Bảng J)
Bảng J là 1 trong 10 bảng đấu tại vòng loại World Cup khu vực châu Âu, đóng vai trò xác định những đội giành quyền dự vòng chung kết World Cup 2022 ở Qatar. Bảng J gồm có 6 đội: Đức, Romania, Iceland, Bắc Macedonia, Armenia và Liechtenstein. Các đội sẽ thi đấu vòng tròn 2 lượt sân nhà - sân khách.
Đội nhất bảng sẽ giành vé trực tiếp đến World Cup 2022, trong khi đội nhì bảng sẽ giành quyền dự vòng 2 (play-offs).

## Bảng xếp hạng
| VT | Đội           | ST | T | H | B | BT | BB | HS  | Đ  | Giành quyền tham dự |     | Đức | Bắc Macedonia | România | Armenia | Iceland | Liechtenstein |
| -- | ------------- | -- | - | - | - | -- | -- | --- | -- | ------------------- | --- | --- | ------------- | ------- | ------- | ------- | ------------- |
| 1  | Đức           | 10 | 9 | 0 | 1 | 36 | 4  | +32 | 27 | FIFA World Cup 2022 |     |     | 1–2           | 2–1     | 6–0     | 3–0     | 9–0           |
| 2  | Bắc Macedonia | 10 | 5 | 3 | 2 | 23 | 11 | +12 | 18 | Vòng 2              |     | 0–4 |               | 0–0     | 0–0     | 3–1     | 5–0           |
| 3  | România       | 10 | 5 | 2 | 3 | 13 | 8  | +5  | 17 |                     |     | 0–1 | 3–2           |         | 1–0     | 0–0     | 2–0           |
| 4  | Armenia       | 10 | 3 | 3 | 4 | 9  | 20 | −11 | 12 |                     | 1–4 | 0–5 | 3–2           |         | 2–0     | 1–1     |               |
| 5  | Iceland       | 10 | 2 | 3 | 5 | 12 | 18 | −6  | 9  |                     | 0–4 | 2–2 | 0–2           | 1–1     |         | 4–0     |               |
| 6  | Liechtenstein | 10 | 0 | 1 | 9 | 2  | 34 | −32 | 1  |                     | 0–2 | 0–4 | 0–2           | 0–1     | 1–4     |         |               |

## Các trận đấu
Lịch thi đấu được công bố bởi UEFA vào ngày 8 tháng 12 năm 2020, một ngày sau khi bốc thăm. Giờ hiển thị là giờ châu Âu/giờ mùa hè châu Âu, được liệt kê bởi UEFA (giờ địa phương, nếu có sự khác biệt, sẽ được hiển thị trong ngoặc đơn).
| Đức                                       | 3–0                         | Iceland |
| ----------------------------------------- | --------------------------- | ------- |
| - Goretzka 3' - Havertz 7' - Gündoğan 56' | Report (FIFA) Report (UEFA) |         |

| Liechtenstein | 0–1                         | Armenia               |
| ------------- | --------------------------- | --------------------- |
|               | Report (FIFA) Report (UEFA) | - Frommelt 83' (l.n.) |

| România                               | 3–2                         | Bắc Macedonia                |
| ------------------------------------- | --------------------------- | ---------------------------- |
| - Tănase 28' - Mihăilă 50' - Hagi 86' | Report (FIFA) Report (UEFA) | - Ademi 82' - Trajkovski 83' |

| Armenia                          | 2–0                         | Iceland |
| -------------------------------- | --------------------------- | ------- |
| - Barseghyan 53' - Bayramyan 74' | Report (FIFA) Report (UEFA) |         |

| Bắc Macedonia                                                           | 5–0                         | Liechtenstein |
| ----------------------------------------------------------------------- | --------------------------- | ------------- |
| - Bardhi 7' - Trajkovski 51', 54' - Elmas 62' - Nestorovski 82' (ph.đ.) | Report (FIFA) Report (UEFA) |               |

| România | 0–1                         | Đức          |
| ------- | --------------------------- | ------------ |
|         | Report (FIFA) Report (UEFA) | - Gnabry 17' |

| Armenia                                                | 3–2                         | România             |
| ------------------------------------------------------ | --------------------------- | ------------------- |
| - Spertsyan 56' - Haroyan 87' - Barseghyan 89' (ph.đ.) | Report (FIFA) Report (UEFA) | - Cicâldău 62', 72' |

| Đức                    | 1–2                         | Bắc Macedonia              |
| ---------------------- | --------------------------- | -------------------------- |
| - Gündoğan 63' (ph.đ.) | Report (FIFA) Report (UEFA) | - Pandev 45+2' - Elmas 85' |

| Liechtenstein  | 1–4                         | Iceland                                                                      |
| -------------- | --------------------------- | ---------------------------------------------------------------------------- |
| - Y. Frick 79' | Report (FIFA) Report (UEFA) | - Sævarsson 12' - Bjarnason 45+1' - Pálsson 77' - Sigurjónsson 90+4' (ph.đ.) |

| Iceland | 0–2                         | România                 |
| ------- | --------------------------- | ----------------------- |
|         | Report (FIFA) Report (UEFA) | - Man 47' - Stanciu 83' |

| Liechtenstein | 0–2                         | Đức                     |
| ------------- | --------------------------- | ----------------------- |
|               | Report (FIFA) Report (UEFA) | - Werner 41' - Sané 77' |

| Bắc Macedonia | 0–0                         | Armenia |
| ------------- | --------------------------- | ------- |
|               | Report (FIFA) Report (UEFA) |         |

| Iceland                              | 2–2                         | Bắc Macedonia                 |
| ------------------------------------ | --------------------------- | ----------------------------- |
| - Br. Bjarnason 78' - Guðjohnsen 84' | Report (FIFA) Report (UEFA) | - Velkovski 12' - Alioski 54' |

| Đức                                                                    | 6–0                         | Armenia |
| ---------------------------------------------------------------------- | --------------------------- | ------- |
| - Gnabry 6', 15' - Reus 35' - Werner 45' - Hofmann 52' - Adeyemi 90+1' | Report (FIFA) Report (UEFA) |         |

| România                 | 2–0                         | Liechtenstein |
| ----------------------- | --------------------------- | ------------- |
| - Toșca 11' - Manea 18' | Report (FIFA) Report (UEFA) |               |

| Armenia                    | 1–1                         | Liechtenstein  |
| -------------------------- | --------------------------- | -------------- |
| - Mkhitaryan 45+5' (ph.đ.) | Report (FIFA) Report (UEFA) | - N. Frick 80' |

| Iceland | 0–4                         | Đức                                               |
| ------- | --------------------------- | ------------------------------------------------- |
|         | Report (FIFA) Report (UEFA) | - Gnabry 4' - Rüdiger 24' - Sané 56' - Werner 89' |

| Bắc Macedonia | 0–0                         | România |
| ------------- | --------------------------- | ------- |
|               | Report (FIFA) Report (UEFA) |         |

| Đức                       | 2–1                         | România   |
| ------------------------- | --------------------------- | --------- |
| - Gnabry 52' - Müller 81' | Report (FIFA) Report (UEFA) | - Hagi 9' |

| Iceland         | 1–1                         | Armenia          |
| --------------- | --------------------------- | ---------------- |
| Jóhannesson 77' | Report (FIFA) Report (UEFA) | Hovhannisyan 35' |

| Liechtenstein | 0–4                         | Bắc Macedonia                                                       |
| ------------- | --------------------------- | ------------------------------------------------------------------- |
|               | Report (FIFA) Report (UEFA) | - Velkovski 39' - Alioski 66' (ph.đ.) - Nikolov 74' - Churlinov 83' |

| Iceland                                                                 | 4–0                         | Liechtenstein |
| ----------------------------------------------------------------------- | --------------------------- | ------------- |
| - Þórðarson 19' - Guðmundsson 35' (ph.đ.), 79' (ph.đ.) - Guðjohnsen 89' | Report (FIFA) Report (UEFA) |               |

| Bắc Macedonia | 0–4                         | Đức                                           |
| ------------- | --------------------------- | --------------------------------------------- |
|               | Report (FIFA) Report (UEFA) | - Havertz 50' - Werner 70', 73' - Musiala 83' |

| România       | 1–0                         | Armenia |
| ------------- | --------------------------- | ------- |
| - Mitriță 26' | Report (FIFA) Report (UEFA) |         |

| Armenia | 0–5                         | Bắc Macedonia                                                           |
| ------- | --------------------------- | ----------------------------------------------------------------------- |
|         | Report (FIFA) Report (UEFA) | - Trajkovski 22' - Bardhi 36', 67' (ph.đ.), 90' (ph.đ.) - Ristovski 79' |

| Đức | 9–0                         | Liechtenstein |
| --- | --------------------------- | ------------- |
| - Gündoğan 11' (ph.đ.) - Kaufmann 20' (l.n.) - Sané 22', 49' - Reus 23' - Müller 76', 86' - Baku 80' - Göppel 89' (l.n.) | Report (FIFA) Report (UEFA) |               |

| România | 0–0                         | Iceland |
| ------- | --------------------------- | ------- |
|         | Report (FIFA) Report (UEFA) |         |

| Armenia                  | 1–4                         | Đức                                                       |
| ------------------------ | --------------------------- | --------------------------------------------------------- |
| - Mkhitaryan 59' (ph.đ.) | Report (FIFA) Report (UEFA) | - Havertz 15' - Gündoğan 45+4' (ph.đ.), 50' - Hofmann 64' |

| Liechtenstein | 0–2                         | România              |
| ------------- | --------------------------- | -------------------- |
|               | Report (FIFA) Report (UEFA) | - Man 8' - Bancu 87' |

| Bắc Macedonia                 | 3–1                         | Iceland            |
| ----------------------------- | --------------------------- | ------------------ |
| - Alioski 7' - Elmas 65', 86' | Report (FIFA) Report (UEFA) | - Þorsteinsson 54' |

## Danh sách cầu thủ ghi bàn
Đã có 95 bàn thắng ghi được trong 30 trận đấu, trung bình 3.17 bàn thắng mỗi trận đấu.
5 bàn thắng
- Serge Gnabry
- İlkay Gündoğan
- Timo Werner

4 bàn thắng
- Leroy Sané
- Enis Bardhi
- Elif Elmas
- Aleksandar Trajkovski

3 bàn thắng
- Kai Havertz
- Thomas Müller
- Ezgjan Alioski

2 bàn thắng
- Tigran Barseghyan
- Henrikh Mkhitaryan
- Jonas Hofmann
- Marco Reus
- Andri Guðjohnsen
- Albert Guðmundsson
- Darko Velkovski
- Alexandru Cicâldău
- Ianis Hagi
- Dennis Man

1 bàn thắng
- Khoren Bayramyan
- Varazdat Haroyan
- Kamo Hovhannisyan
- Eduard Spertsyan
- Karim Adeyemi
- Ridle Baku
- Leon Goretzka
- Jamal Musiala
- Antonio Rüdiger
- Birkir Bjarnason
- Brynjar Ingi Bjarnason
- Ísak Bergmann Jóhannesson
- Victor Pálsson
- Birkir Már Sævarsson
- Rúnar Már Sigurjónsson
- Stefán Teitur Þórðarson
- Jón Dagur Þorsteinsson
- Noah Frick
- Yanik Frick
- Arijan Ademi
- Darko Churlinov
- Ilija Nestorovski
- Boban Nikolov
- Goran Pandev
- Milan Ristovski
- Nicușor Bancu
- Cristian Manea
- Valentin Mihăilă
- Alexandru Mitriță
- Nicolae Stanciu
- Florin Tănase
- Alin Toșca

1 bàn phản lưới nhà
- Noah Frommelt (trong trận gặp Armenia)
- Maximilian Göppel (trong trận gặp Đức)
- Daniel Kaufmann (trong trận gặp Đức)

## Án treo giò
Một cầu thủ sẽ bị treo giò ở trận đấu tiếp theo nếu phạm các lỗi sau đây:
- Nhận thẻ đỏ (Án phạt vì thẻ đỏ có thể được tăng lên nếu phạm lỗi nghiêm trọng)
- Nhận 2 thẻ vàng ở 2 trận đấu khác nhau (Án phạt vì thẻ vàng được áp dụng đến vòng play-offs, nhưng không áp dụng ở vòng chung kết hay những trận đấu quốc tế khác trong tương lai)

| Đội tuyển     | Trọng tài                 | Thẻ phạt                                                                       | Treo giò                                                            |
| ------------- | ------------------------- | ------------------------------------------------------------------------------ | ------------------------------------------------------------------- |
| Armenia       | Sargis Adamyan            | v Liechtenstein (25 tháng 3 năm 2021) · v România (11 tháng 10 năm 2021)       | v Bắc Macedonia (11 tháng 11 năm 2021)                              |
| Armenia       | Tigran Barseghyan         | v Iceland (28 tháng 3 năm 2021) · v România (31 tháng 3 năm 2021)              | v Bắc Macedonia (2 tháng 9 năm 2021)                                |
| Armenia       | Khoren Bayramyan          | v Lichtenstein (25 tháng 3 năm 2021) · v România (31 tháng 3 năm 2021)         | v Bắc Macedonia (2 tháng 9 năm 2021)                                |
| Armenia       | Varazdat Haroyan          | v Iceland (28 tháng 3 năm 2021) · v România (31 tháng 3 năm 2021)              | v Bắc Macedonia (2 tháng 9 năm 2021)                                |
| Armenia       | Varazdat Haroyan          | v Đức (5 tháng 9 năm 2021) · v România (11 tháng 10 năm 2021)                  | v Bắc Macedonia (11 tháng 11 năm 2021)                              |
| Armenia       | Eduard Spertsyan          | v Iceland (28 tháng 3 năm 2021) · v România (11 tháng 10 năm 2021)             | v Bắc Macedonia (11 tháng 11 năm 2021)                              |
| Armenia       | Taron Voskanyan           | v Bắc Macedonia (2 tháng 9 năm 2021) · v România (11 tháng 10 năm 2021)        | v Bắc Macedonia (11 tháng 11 năm 2021)                              |
| Đức           | Kai Havertz               | v Iceland (25 tháng 3 năm 2021) · v Bắc Macedonia (11 tháng 10 năm 2021)       | v Liechtenstein (11 tháng 11 năm 2021)                              |
| Đức           | Antonio Rüdiger           | v Bắc Macedonia (31 tháng 3 năm 2021) · v Liechtenstein (11 tháng 11 năm 2021) | v Armenia (14 tháng 11 năm 2021)                                    |
| Iceland       | Albert Guðmundsson        | v Đức (25 tháng 3 năm 2021) · v Armenia (28 tháng 3 năm 2021)                  | v Lichtenstein (31 tháng 3 năm 2021)                                |
| Iceland       | Birkir Már Sævarsson      | v Anh ở UEFA Nations League 2020–21 (18 tháng 11 năm 2020)                     | v Đức (25 tháng 3 năm 2021)                                         |
| Iceland       | Birkir Már Sævarsson      | v Bắc Macedonia (5 tháng 9 năm 2021) · v Armenia (8 tháng 10 năm 2021)         | v Liechtenstein (11 tháng 10 năm 2021)                              |
| Iceland       | Ísak Bergmann Jóhannesson | v România (2 tháng 9 năm 2021) · v Armenia (8 tháng 10 năm 2021)               | v Liechtenstein (11 tháng 10 năm 2021)                              |
| Iceland       | Ari Freyr Skúlason        | v Armenia (28 tháng 3 năm 2021) · v Armenia (8 tháng 10 năm 2021)              | v Liechtenstein (11 tháng 10 năm 2021)                              |
| Liechtenstein | Noah Frommelt             | v Bắc Macedonia (28 tháng 3 năm 2021) · v Armenia (8 tháng 9 năm 2021)         | v Bắc Macedonia (8 tháng 10 năm 2021)                               |
| Liechtenstein | Jens Hofer                | v Đức (11 tháng 11 năm 2021)                                                   | v România (14 tháng 11 năm 2021)                                    |
| Liechtenstein | Daniel Kaufmann           | v Armenia (8 tháng 9 năm 2021) · v Bắc Macedonia (8 tháng 10 năm 2021)         | v Iceland (11 tháng 10 năm 2021)                                    |
| Liechtenstein | Martin Marxer             | v Iceland (11 tháng 10 năm 2021)                                               | v Đức (11 tháng 11 năm 2021)                                        |
| Liechtenstein | Fabio Wolfinger           | v Bắc Macedonia (28 tháng 3 năm 2021) · v Bắc Macedonia (8 tháng 10 năm 2021)  | v Iceland (11 tháng 10 năm 2021)                                    |
| Bắc Macedonia | Tihomir Kostadinov        | v Armenia (2 tháng 9 năm 2021) · v România (8 tháng 9 năm 2021)                | v Liechtenstein (8 tháng 10 năm 2021)                               |
| Bắc Macedonia | Visar Musliu              | v Armenia (2 tháng 9 năm 2021) · v România (8 tháng 9 năm 2021)                | v Liechtenstein (8 tháng 10 năm 2021)                               |
| Bắc Macedonia | Goran Pandev              | v România (25 tháng 3 năm 2021) · v Đức (31 tháng 3 năm 2021)                  | v Armenia (2 tháng 9 năm 2021)                                      |
| Bắc Macedonia | Milan Ristovski           | v România (8 tháng 9 năm 2021) · v Liechtenstein (8 tháng 10 năm 2021)         | v Đức (11 tháng 10 năm 2021)                                        |
| Bắc Macedonia | Stefan Ristovski          | v Iceland (5 tháng 9 năm 2021) · v Đức (11 tháng 10 năm 2021)                  | v Armenia (11 tháng 11 năm 2021)                                    |
| România       | Nicușor Bancu             | v Bắc Macedonia (25 tháng 3 năm 2021) · v Armenia (31 tháng 3 năm 2021)        | v Iceland (2 tháng 9 năm 2021)                                      |
| România       | Alexandru Maxim           | v Bắc Macedonia (25 tháng 3 năm 2021) · v Armenia (31 tháng 3 năm 2021)        | v Iceland (2 tháng 9 năm 2021)                                      |
| România       | Valentin Mihăilă          | v Bắc Macedonia (25 tháng 3 năm 2021) · v Armenia (11 tháng 10 năm 2021)       | v Bắc Macedonia (11 tháng 11 năm 2021)                              |
| România       | Dragoș Nedelcu            | v Iceland (2 tháng 9 năm 2021) · v Bắc Macedonia (8 tháng 9 năm 2021)          | v Đức (8 tháng 10 năm 2021)                                         |
| România       | George Pușcaș             | v Armenia (31 tháng 3 năm 2021)                                                | v Iceland (2 tháng 9 năm 2021) v Liechtenstein (5 tháng 9 năm 2021) |
| România       | George Pușcaș             | v Armenia (31 tháng 3 năm 2021) · v Đức (8 tháng 10 năm 2021)                  | v Armenia (11 tháng 10 năm 2021)                                    |
| România       | Andrei Rațiu              | v Đức (8 tháng 10 năm 2021) · v Iceland (11 tháng 11 năm 2021)                 | v Liechtenstein (14 tháng 11 năm 2021)                              |